# Municipio de Benkelman
El municipio de Benkelman (en inglés: Benkelman Township) es un municipio ubicado en el condado de Cheyenne en el estado estadounidense de Kansas. En el año 2010 tenía una población de 28 habitantes y una densidad poblacional de 0,15 personas por km².

## Geografía
El municipio de Benkelman se encuentra ubicado en las coordenadas 39°39′19″N 101°55′8″O / 39.65528, -101.91889. Según la Oficina del Censo de los Estados Unidos, el municipio tiene una superficie total de 186.35 km², de la cual 186,35 km² corresponden a tierra firme y (0 %) 0 km² es agua.

## Demografía
Según el censo de 2010, había 28 personas residiendo en el municipio de Benkelman. La densidad de población era de 0,15 hab./km². De los 28 habitantes, el municipio de Benkelman estaba compuesto por el 100 % blancos. Del total de la población el 0 % eran hispanos o latinos de cualquier raza.